# Station Bernadczyzna
Station Bernadczyzna is een gesloten spoorwegstation in de Poolse plaats Bernacki Most.